# 带偏顶蛤
，是贻贝目壳菜蛤科偏顶蛤属的一种。主要分布于韩国、中国大陆、台湾，常栖息在浅海沙底、潮间带至潮下带62米。